# Sophie Ugolini
Sophie Ugolini est une immunologue française travaillant pour l'Inserm, directrice de recherche au Centre d’Immunologie de Marseille-Luminy (CIML). Elle est récipiendaire du Prix Recherche 2012 de l'Inserm.

## Biographie
Entre 1995 et 1998, elle prépare et obtient son doctorat à l'université d'Aix-Marseille. Entre 1998 et 2000, elle fait un premier post-doctorat au laboratoire d'Eric Vivier au CIML. De 2000 à 2001, elle fait un second post-doctorat au laboratoire de Nicolas Glaichenhaux à l'Institut de pharmacologie moléculaire et cellulaire au technopole de Sophia-Antipolis.
À partir de 2001, elle travaille pour l'Inserm (CR2 puis CR1).

## Distinctions et récompenses
- Prix Recherche de l'Inserm (2012)